# MPV Hirta
Pour les articles homonymes, voir MPV et Hirta.
Le MPV Hirta (MPV en anglais : Marine Protect Vessel) est un navire de protection maritime appartenant à la Marine Scotland, une direction de la fonction publique au sein du Gouvernement écossais.

## Mission
Les navires de patrouille ne sont pas des navires militaires et ne sont pas armés. Ils assurent la protection des pêcheries et les services de recherche sur les pêcheries qui ont été fusionnés avec la direction de la marine du gouvernement écossais pour former Marine Scotland, qui fait partie du gouvernement central écossais. chargée à la fois de dissuader la pêche illégale dans les eaux écossaises et de surveiller la conformité du secteur de la pêche écossaise aux lois écossaises et européennes pertinentes en matière de pêche

## Galerie

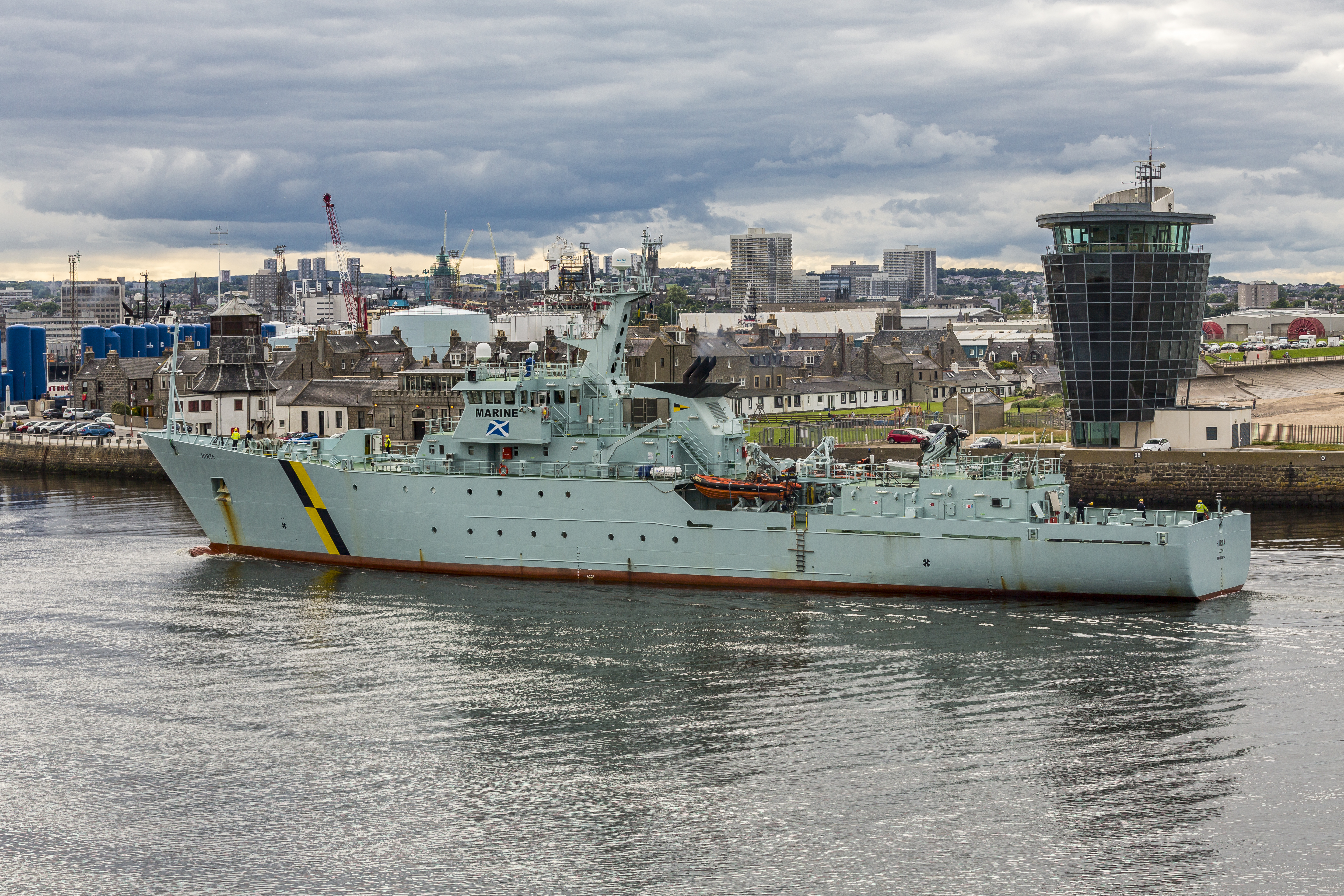
MPV Hirta
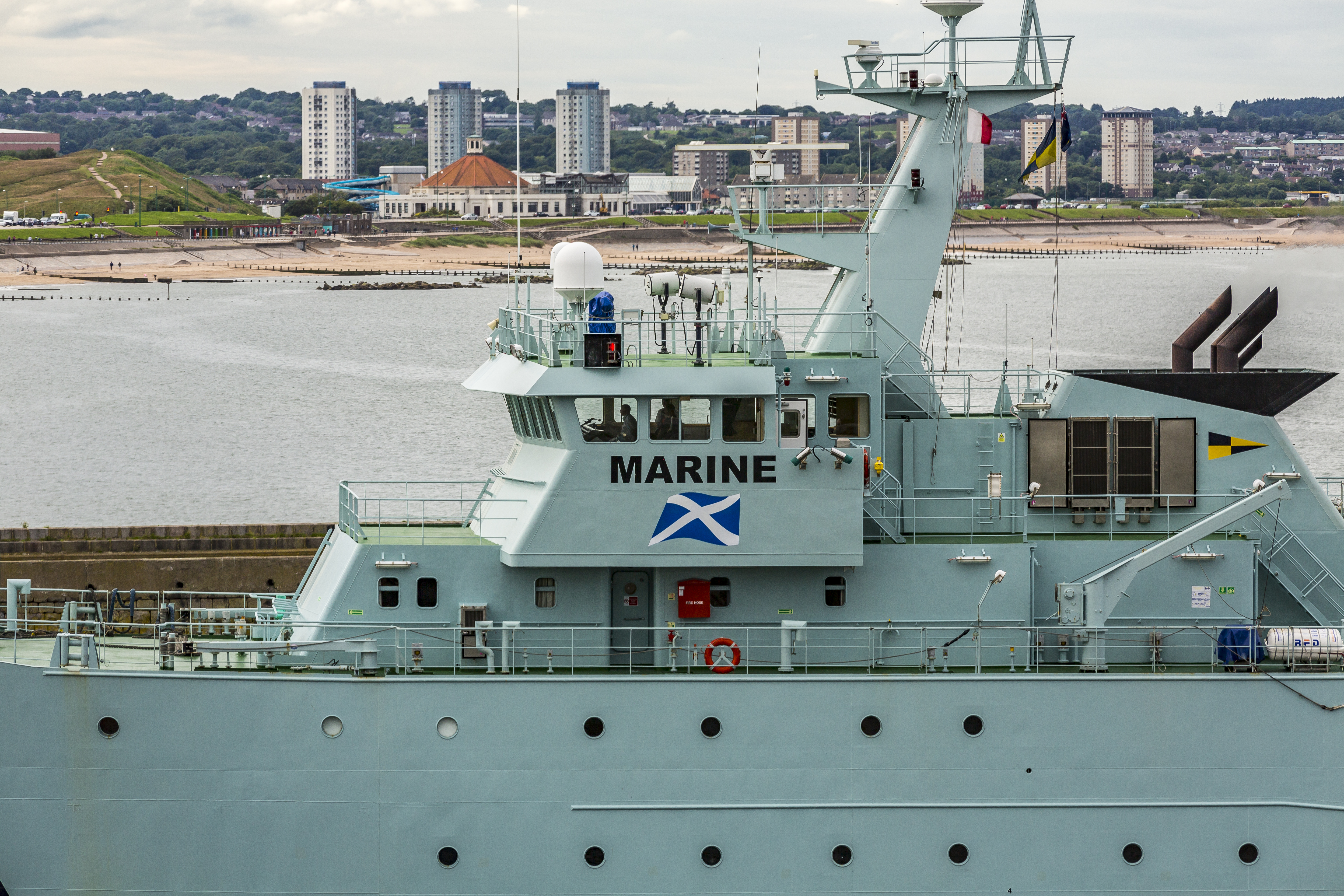
MPV Hirta